# Rossomyrmex anatolicus
Rossomyrmex anatolicus  (лат.) — вид мелких по размеру муравьёв-рабовладельцев из подсемейства Formicinae (Formicidae).

## Распространение
Турция (Конья, Belembaçi Beli, Ziyaret Tepesi).

## Описание
Чёрного или тёмно-коричневого цвета. Длина головы 1,19—1,41 мм (ширина — 1,05—1,22 мм); длина скапуса усика: 0,84—0,93 мм; длина груди: 1,41—1,62 мм.
Рабовладельцы, использующие в качестве рабов муравьёв из рода Proformica (P. korbi Emery 1909). Название дано по имени места обнаружения в Турции (Anatolia).